# Ferme Hamel
La ferme Hamel est une ferme située dans la commune française d'Octeville-sur-Mer dans la Seine-Maritime, en Normandie.

## Historique
Tous les éléments en surface et souterrains, y compris les talus nord et est sont inscrits au titre des monuments historiques par arrêté du 23 décembre 1996.